# المعيصرة (كسروان)
معيصرةالحمدانية

## أصل الاسم
اسم معيصرة هو تصغير كلمة «معصرة» أي المعصرة الصغيرة، وهو مكلن عصر الزيت أو العنب.

## الموقع
تتموضع بلدة المعيصرة فوق هضبة مشرفة على البحر تقع المعيصرة في قضاء كسروان على مسافة تقارب 7 كلم تقريباً من بلدة العقيبة الساحلية، وتبعد عن العاصمة بيروت مسافة 39 كلم لناحية الشمال، كما تبعد 20 كلم عن جونية مركز القضاء ً، يمكن الوصول إليها عن طريق: العقيبة – القوالة – المعيصرة. يحد بلدة المعيصرة من جهة الشمال خراج قرية بزحل ومجرى نهر أدونيس أو إبراهيم الفاصل بينها وبين قضاء جبيل، ومن جهة الجنوب خراج قريتي زيتون الزعيتري، ومن الشرق خراج قريتي الزعيتري وبزحل، ومن جهة الغرب خراج قرية زيتون ومجرى نهر إبراهيم. ترتفع عن سطح البحر بمعدل وسطي يتراوح بين 600 و650 متراً. وتتّخذ البلدة شكلاً يشبه إلى حدّ ما الشكل المستطيلي الممتدّ من الغرب إلى الشرق بحيث يساوي ضعفي العرض، وتبلغ مساحة الأراضي التابعة للبلدة حوالي 588 هكتاراً وفقاً لحساب المساحات الرسمي المسجل لدى دوائر المساحة. تتبع القرية رسمياً لمحكمة جونية، ولمخفر درك غبالة ولمكتب بريد غبالة.

## خصائصها وسكانها في الماضي
بسبب فقرها بالمياه آنذاك، لم يزرع في بلدة المعيصرة الكسروانية سوى التيغ، وكان الغطاء النباتي مقتصر على: السنديان والعفص والملول وبعض الشربين والصنوبر. وكان يبلغ عدد المنازل فيها في أواسط الستينات حوالي 48 منزلاً. وبلغ عدد سكانها حوالي 476 نفساً. مصدر مياهها الرئيسي من أفقا.

## تاريخها
في أواخر القرن الثامن عشر، كانت أسرة آل عمرو الشيعية تسكن في بلدة فتقا. وعندما أصبحت بلدة فتقا بأكثريتها تحت سلطة الحبشيين وزملائهم الدحادحة. رأى الحبيشيون أنه من الأنسب استبدال عقارات كانوايملكونها في بقع تعرف باسم «المعيصرة» بعقارات بني عمرو الشّيعية القاطنين في بلدة فتقا آنذاك. وبالفعل، تّمت المقايضة بين المشايخ الحبيشيين وبني عمرو بوجوب الإبقاء على كنيسة كانو قد بنوها في محلة المعيصرة على اسم القديس يعقوب. فانتقل بنو عمرو إلى محلة المعيصرة. واستصلحوا أراضيها وبنوها. وهكذا انشاوا قرية جديدة لهم بعد أن تكبدوا الصعاب وعانوا الامرين. عمل بنو عمرو في بلدتهم الجديدة في تربية المواشي وفي زراعة الحنطة والتوت والكرمة وفي تربية دود القز. وكانوا منذ مجيئهم إلى القرية اسياد ارضهم. خلافاً للمبدأ الإقطاعي الذي كان سائداً في قرى الجوار. ولقد بقي لبلدة المعيصرة طابعها الاقتصادي الخاص المتميز عن قرى الجوار عبر تاريخها. وفي عهد المتصرفية كان امر استتباع بلدة المعيصرة لجبل لبنان أو حكومة طرابلس الشام مختلفاً عليه.حيث كان يجري تحصيل الضريبة - الويركو- المترتبة عليها من طرف «حكومة طرابلس» ولم يحل هذا النزاع بين حكومتي جبل لبنان وطرابلس الشام على المعيصرة قبل أن تعلن دولة لبنان الكبيرالتي ضمت المنطقتين تحت حكومة واحدة.

## بين المتصرفية والاستقلال
يدوم الطابع الخاص بالنسبة لبلدة المعيصرة فنراها تستبدل زراعة التوت بزراعة التبغ.في وقت كانت كسروان والفتوح لا تزال فيه بعيدة عن مزاولة هذه الزراعة. وبالرغم من أن القرية كانت تفتقر لزراعة الحنطة في سنوات الحرب العالمية الأولى. فقد تمكنة من النجاة النسبية باكثر عدد من بينها الذين لم يعرف يعرف الاغتراب منهم سوى عدد قليل. ففي ذكر للمعيصرة في 1906 ميلادية «كان فيها من الشيعة 60 شخصاً. وحاصلها من الشرانق 1600 اقّة. وحيواناتها الداجنة 211». وقد استطاعت بلدة المعيصرة ان تحافظ على العدد نفسه من الاهالي عند انتهاء الحرب. ويعود السبب في ذلك إلى أنه كان في الدولة العثمانية موظفون من آل عمرو من بلدة المعيصرة. وقد عمل اولئك على إصال بعض المواد الغذائية إلى القرية. كما بذلوا قصارى جهدهم في سبيل تامين بعض المؤن إلى قرى الفتوح التي تجاورهم. وقد تمكنوا فعلاً من النجاح في بعض الأحيان. في عهد الانتداب لم يتجدد في بلدة المعيصرة سوى زراعة التبغ التي التوت كلياً. إذ توقفت صناعة الحرير في العام 1937 ميلادية. كما شقت لها طريق وصلتها بطريق يحشوش –غبالة في العام 1925 ميلادية. يوم كان النزوح يشد أبناء القرى المجاورة إلى الساحل والعاصمة كانت المعيصرة تجهد في زراعة التبغ. غير ان ذلك لم يغنها نهائياً عن المدينة. فسرعان ما بدأ القوم يقصدون المدينة طلباَ لتعليم أبنائهم. ولمزيد من الرزق لم يستطع التبغ وحده من سد عوزه. وتاسست في عهد الاستقلال مدرسة ابتدائية رسمية مزودة بمعلم واحد.

## خصائصها وسكانها في الحاضر
يبلغ عدد سكانها الحالي حوالي 2200 نفس وعدد البيوت فيها حوالي 250 منزل؛ وأكثر هذه المنازل ذو طابع عمراني جديد يعتمد على الباطون ويوجد ابنية من عدة طبقات؛ ويتضمن هذه المنازل بيوت جديدة العهد قديمة الطراز ويوجد أيضاٌ بيوت قديمة مرممة.
أكثر من نصف سكان القرية نزحوا إلى المدن وخاصتاٌ مدينة بيروت، من اجل اجاد فرص عمل ومن اجل تحصيل العلم (اكثرها للدراسة في الجامعة). وهؤلاء النازحين منهم لم يرجع إلى القرية، بسبب عدم تملكهم بيت فيها أو لأسباب اقتصادية، ومنهم ياتي في الأعياد والعطل الاسبوعية وهؤلاء يملكون بيوت في القرية. يوجد قسم من سكان القرية هاجروا إلى بلدان الاغتراب، منهم من عاد وبنى منزلاٌ له في القرية ومنهم لم يرجع بعد الغربة ولا يريد ان ياتي الا في زيارات قصيرة إلى وطنه. وقد خسرت المعيصرة ولبنان بعض الادمغة التي استطاعة ان تبدع في المهجر، فمنهم من وصل إلى مناصب في البيت الأبيض، ومنهم من عمل في الناسا (NASA)والأمم المتحدة UNITED NATION واليونسكو UNESCO.إضافة إلى المحامين والأطباء والمهندسين (معماري - مدني - طبوغراف - كهرباء - ميكانيك)
أما الزراعة تقتصر على كبار السن بحيث يزرعون بعض الخضراوات (بندورة خيار لوبية بصل بقدونس نعنع) في خيم بلاستيكية، اما الأشجار المثمرة المزروعة هي بعلية (الزيتون والتين، الجوز، اللوز) اما الأشجار المروية فهي مزروعة بالقرب من مصادر المياه كالابار وخزانات المياه، مثل الخوخ والمشمش، الدريق، الإجاص. في القرية مزرعة دواجن حديثة تتكون من اربع طبقات تستعمل فيها الألات المتطورة وطرق تربية الدواجن المتقدمة، وتتسع هذه المزرعة نحو عشرون الف طير. وفي السنوات العشر الماضية وحتى الآن بدات تربية النحل تزدهر في القرية كما كانت تربية دودة القز في الماضي. ويعود السبب في ذلك إلى كثرة الأشجار المثمرة وغير المثمرة كالسنديان والبلوط والعفص التي (تزهر) ومن رحيقها يصنع العسل.
أما الصناعة في المعيصرة فهي تقتصر على صناعات حرفية. 
موقع المعيصرة المميز واطلالتها على البحر وقربها منه، ومرور نهر إبراهيم بقربها جعلها مميزة
يتميز أهل المعيصرة بمحافظتهم على عادتهم وتقاليدهم وتعلقهم الشديد بتاريخهم.